# 6088 Hoshigakubo
A 6088 Hoshigakubo (ideiglenes jelöléssel 1988 UH) a Naprendszer kisbolygóövében található aszteroida. Tsutomu Seki fedezte fel 1988. október 18-án.